# Ральф Виггам
Ральф Виггам (англ. Ralph Wiggum) — второстепенный персонаж мультсериала Симпсоны. Озвучен Нэнси Картрайт. Сын начальника полиции Спрингфилда Клэнси «Шэфа» Виггама, одноклассник Лизы Симпсон. Характеризуется частыми непоследовательностями и смешным поведением, его реплики варьируются от бессмысленных и причудливых интерпретаций текущих событий до глубоких заявлений, которые не укладываются в голове людей. Его поведение варьируется от блаженного незнания, тупости, неловко спонтанного и даже иногда прямолинейного.

## Роль вСимпсонах
Ральф — умственно отсталый и добродушный 8-летний мальчик из второго класса, классным руководителем является мисс Гувер. В течение первых нескольких сезонов он в основном использовался как второстепенный детский персонаж с очень небольшим количеством говорящих ролей или постоянных черт характера. С тех пор он стал одним из наиболее заметных второстепенных персонажей сериала, даже будучи в центре внимания или, по крайней мере, главным персонажем в некоторых эпизодах.
Среди них: «I Love Lisa» (четвертый сезон, 1993 г.), эпизод, который выделяет его от других второстепенных персонажей и демонстирует его характер, «This Little Wiggy» (9 сезон, 1998) и «E Pluribus Wiggum» (19 сезон, 2008); а также появления как второстепенные, так и заметные во многих других эпизодах. Ральф также появляется в различных других средствах массовой информации, таких как серия комиксов «Симпсоны» от Bongo Comics, и даже получил свою собственную запись в серии «Библиотека мудрости Симпсонов».

### Персона

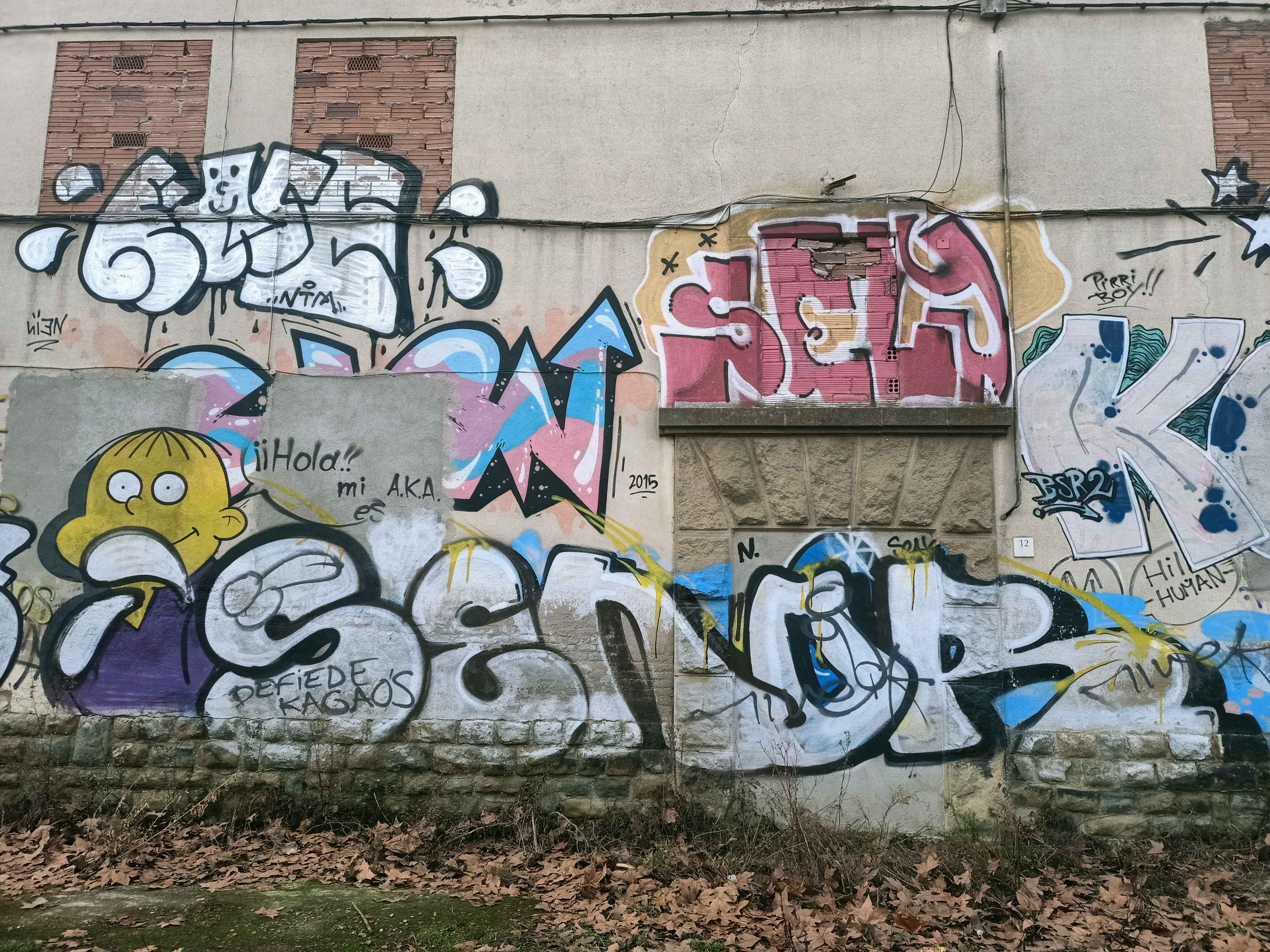
Граффити в Вике (Испания).

Основная роль Ральфа в шоу состоит в том, чтобы сбивать с толку или рассмешить зрителя касательными и непоследовательными репликами, обычно связанным с его невежеством и странным поведением. У него очень беззаботный темперамент, так как он часто уходит в свой собственный мир. У этой роли было много вариаций на протяжении многих лет, и поэтому Ральф часто демонстрирует непоследовательное поведение. В некоторых эпизодах он показан довольно глупым, невербальным и заторможенным. Например, когда ему называют первым в списке отстающих по дисциплинам он радостно кричит «Я победил, победил!», а узнав, что отстаёт по английскому языку, в ответ с грубой ошибкой спрашивает: «По английскому? Не может быть» (англ. Me, fail English? Thats unpossible) или бежит на четвереньках в хомячьем колесе.
Хотя ни в каких связанных с франшизой медиа никогда прямо не заявлялось, что Ральф — умственно отсталый и/или имеет повреждение мозга, на это есть намёки (в показанных в эпизоде «Moms I’d Like to Forget» воспоминаниях Шеф Виггам держит на руках пьющего из бутылочки младенца Ральфа, внезапно роняет его на пол, из-за чего малыш приземляется на голову. Когда отец снова берет его на руки, ребёнку внезапно становится трудно пить из бутылки. А в другой серии показывается что такое становление - это когда Сара была беременна Ральфом, она слушала Шекспира). В других эпизодах он говорит совершенно нормальным тоном, например, в «I Love Lisa», когда в школьной пьесе он нехарактерно мощно выступает в роли Джорджа Вашингтона, переживая из-за отказа Лизы Симпсон принять его любовь. Он даже иногда проявляет склонность к определённым талантам. Незавершённая природа его характера кажется, является одной из его единственных постоянств, и даже несколько раз использовалась как шутка сама по себе. Например желавший водить пожарную машину Виггам получает собственную рубрику в школьной самиздатовской газете Лизы Симпсон после чего его перекупает общенациональная Chicago Tribune и даёт ему рубрику «Ralphings», один из материалов которой называется Я могу поехать на автобусе (англ. I can go on the bus). Иногда персонажа даже использовали, чтобы напрямую сломать четвертую стену.

## Приём

Обложка DVD 13-го сезона «Симпсонов»

Ральф стал одним из самых популярных персонажей шоу. Он обычно фигурирует в связанных с шоу меда и товарах, включая бокс-сет для домашних СМИ 13 сезона (этой чести были удостоены и ряд других персонажей, помимо самих Симпсонов). Kidrobot выпустила Ральфа как отдельную фигурку в линейки героев франшизы, которая вдвое больше остальных. Рок-группа The Bloodhound Gang написала песню «Ralph Wiggum» для своего альбома Hefty Fine 2005 г., посвященную персонажу и состоящую исключительно из некоторых из его самых известных цитат. Создатель шоу Мэтт Грейнинг, для которого Ральф был одним из любимых персонажей мультсериала, заявил, что сценаристы, скорее всего, возьмут на себя ответственность за Ральфа, если кто-то спросит, кто пишет конкретных персонажей, что является распространенным заблуждением о процессе написания. Персонаж является одним из самых популярных и цитируемых в "Симпсонах". В 2006 году IGN поместило его на третье место в списке "25 лучших второстепенных героев "Симпсонов"", уступив лишь Сайдшоу Бобу и Трою Макклюру.